# Constantin Kilian

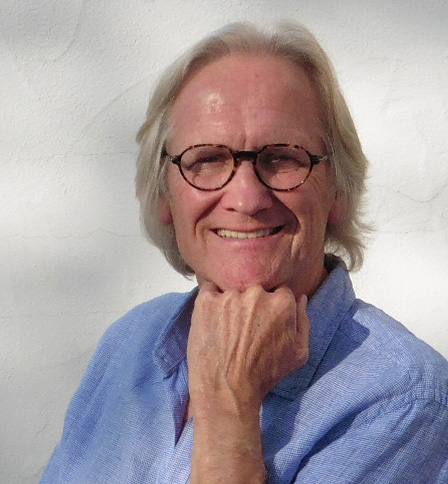
Kilian, 2019

Constantin Kilian (* 13. Oktober 1953 in Garmisch-Partenkirchen) ist ein deutscher Schriftsteller und Regisseur.

## Leben
Kilian wuchs in Garmisch als jüngstes von vier Kindern des Hoteliers Hanns Kilian auf. Nach dem Abitur auf einem humanistischen Gymnasium studierte er in München Theaterwissenschaften und Germanistik. Nach drei Jahren brach er das Studium ab. Er war Gasthörer an der Filmhochschule München. Er drehte Super-8-Filme und einen 16-mm-Film „Spieltrieb“ 1979. Kilian arbeitete als Taxifahrer, Nachtportier, Lektor und Buchhändler.
1988 veröffentlichte er seinen ersten Roman „Zehntausend auf Rot“ beim Rowohlt Verlag. 1990 nahm er an einer Fördermaßnahme für Autoren beim ZDF teil. Er schrieb Drehbücher für das ZDF, unter anderem für den letzten Film mit Gustl Bayrhammer. Von 1999 bis 2008 war er Dramaturg und betreute als solcher u. a. von 2006 bis 2008 etwa 600 Folgen der Serie Sturm der Liebe. Außerdem war er als Script Editor und Autor für verschiedene Fernsehserien wie „Hinter Gittern“ (RTL) und „Mallorca“ (PRO7) tätig. 2010 gründete er die Filmfirma Videofox.
Kilian inszenierte von 1991 bis 2022 achtzehn Theaterstücke in München, Würzburg, Gemünden und Lohr am Main.
2021 erschien sein vierter Roman „Der Sohn des Bobfahrers“ im Tredition Verlag.

## Veröffentlichungen (Auswahl)

### Prosa
- Skandalöses, Gedichte, Selbstverlag, 1980
- Zehntausend auf Rot, Roman, Rowohlt, 1988, ISBN 978-3-499-12299-6
- Die Abenteurer vom Rio Verde, Roman, Heyne, 1993, ISBN 978-3-453-06955-8
- mit Katja Reider: Liebe sagt das Herz – Angst sagt der Bauch, Dino Verlag, 1999, ISBN 978-3-89748-172-5
- Tresko, Roman zur SAT.1 Serie, S&L MedienContor, 1996, ISBN 978-3-931962-28-9
- Marienhof, zwei Romane unter Pseudonym zur deutschen TV-Serie, Loewe, 1997
- 90210-Beverly Hills, zwei Romane unter Pseudonym zur amerikanischen TV-Serie, Dino, 1997
- mit Katja Reider: Liebe sagt das Herz, 2. Band, Dino, 1999
- mit Katja Reider: Das erste Mal lieben – das erste Mal streiten, cbt Verlag, München, 2005, ISBN 978-3-570-30155-5
- mit Katja Reider: Das erste Mal Liebe – zwei Romane in einem Band, Random House, 2006, ISBN 978-3-570-13117-6
- Der Sohn des Bobfahrers, Roman, Tredition Verlag, 2021, ISBN 978-3-347-38686-0
- Die Heilige Nacht, a weng anders dacht, Bayerische Weihnachtsgeschichte in Reimen, 2023, Ahn & Simrock Verlag, Hamburg

### Theaterstücke
- Wort am Spieß, Kabarett, 1982
- Wer hat Angst vor Woody Allen? 1986[2]
- Silver Sisters, 2022, zusammen mit Birgit Mittelstädt[4], Ahn & Simrock Verlag, Hamburg
- Die Wahre Eva, 2023, zusammen mit Nikolaus Schmidt, Ahn & Simrock Verlag, Hamburg

## Theaterregie (Auswahl)
- Die Dreigroschenoper, von Bertolt Brecht
- Die Mausefalle von Agatha Christie
- Schöne Bescherungen von Alan Ayckbourn[2]
- Taxi, Taxi! von Ray Cooney[2]
- Bezahlt wird nicht! von Dario Fo
- Bandscheibenvorfall von Ingrid Lausund
- Der letzte der feurigen Liebhaber von Neil Simon
- Die Wunderübung von Daniel Glattauer[2]
- LORIOTs Dramatische Werke, 14 Sketche von Loriot[5]

## Drehbücher (Auswahl)
- 1980: Zu Gast bei fremden Meistern, zwei Featurefilme, auch Regie, BR
- 1985: Zehntausend auf Rot, Kino-Drehbuch mit Peter Wiesmeier, gefördert vom BMI und Kuratorium Junger Deutscher Film
- 1990: Die Kreutzersonate – Madame Bovary, zwei Features, auch Regie, ZDF
- 1991: Ein Fall für zwei, Episode „Scheine spielen Schwarz“, ZDF
- 1993: Der Struppi ist weg, Film mit Gustl Bayrhammer, ZDF
- 1992–1994: Weißblaue Geschichten, 3 Folgen, ZDF
- 1995: Gabriellas Rache, Film mit Heidelinde Weis, ZDF
- 1999: Mallorca, 60 Folgen als Script-Editor, PRO7
- 2000–2001: Hinter Gittern, 50 Folgen als Script-Editor, RTL
- 2004: Verschollen, 12 Folgen als Script-Editor, RTL
- 2006–2008: Sturm der Liebe,ca. 600 Folgen als Dramaturg, ARD (BR)

## Preise
- „tip-Stückepreis“ für sein Theaterstück Wer hat Angst vor Woody Allen?, Berlin 1986